# شلون
شلون (به آلمانی: Schloen) یک منطقهٔ مسکونی در آلمان است که در Schloen-Dratow واقع شده‌است. شلون ۴۸۹ نفر جمعیت دارد.